# Amoea iniqua
Amoea iniqua is een insect uit de familie van de vlinderhaften (Ascalaphidae), die tot de orde netvleugeligen (Neuroptera) behoort. 
Amoea iniqua is voor het eerst wetenschappelijk beschreven door Walker in 1853.